# VB Berapi LP06
VB Berapi LP06 je prva jurišna puška u potpunosti dizajnirana i proizvedena u Maleziji, za razliku od prijašnjih puški koje je proizvođač VB Berapi proizvodio na temelju licence. LP06 je automatska puška bullpup dizajna te koristi streljivo kalibra 5.56x45mm NATO u tradicionalnim okvirima s 30 metaka.
Hisham Abd Majid, direktor tvrtke VB Berapi izjavio je 2006. da je pušku dizajnirao Vyktar Prykhodeka, Rus koji živi u Maleziji.

## Korisnik
- : Malezijska vojska

## Vanjske poveznice
- VB Berapi LP06
- Slika puške
- Slika puške
- Slika puške